# Approssimante labiopalatale semisorda
L'approssimante labiopalatale semisorda [ʍɫ] è un suono articolatorio raro presente in alcune lingue del mondo. L'articolazione coinvolge sia un restringimento del canale vocale tra le labbra e il palato ed una posizione di approssimazione, simile a quella dell'approssimante laterale velarizzata (o "dark L") /ɫ/.
È presente in alcune lingue Bantu come allofono, ed in alcuni dialetti parlati in aree isolate della Papua Nuova Guinea, possono verificarsi fenomeni simili a /ʍɫ/ per ragioni di armonia fonetica o per mantenere distinzioni fonologiche. Anche alcune varietà del gaelico scozzese mostrano questo fonema in contesti particolari.